# 日贝维尔
日贝维尔（法語：Giberville，法語發音：[ʒibɛʁvil] ⓘ）是法国卡尔瓦多斯省的一个市镇，属于卡昂区。

## 地理
日贝维尔（49°10'54"N, 0°16'56"W）面积5 平方千米，位于法国诺曼底大区卡爾瓦多斯省，该省份为法国西北部沿海省份，北濒大西洋英吉利海峡，东北与滨海塞纳省以海上边界相接，东临厄尔省，南至奧恩省，西与芒什省接壤。
与日贝维尔接壤的市镇（或旧市镇、城区）包括：卡尼、科隆贝勒、屈韦维尔、代穆维尔、蒙德维尔。

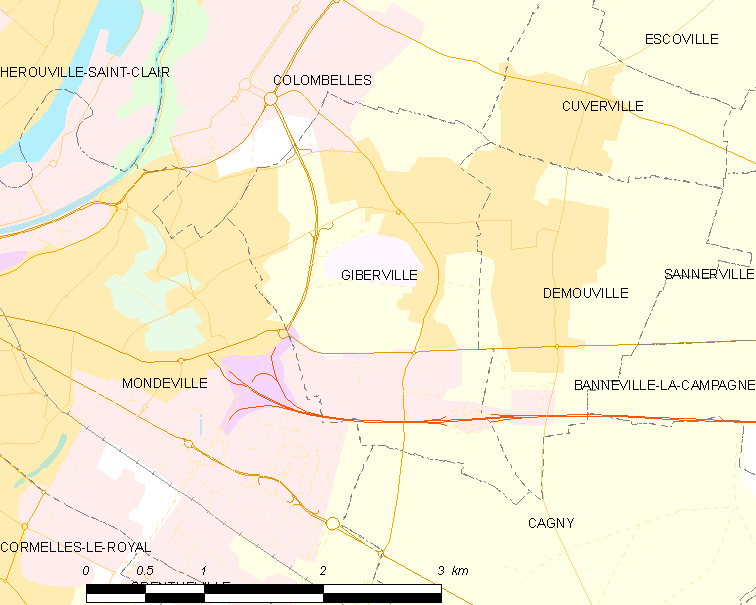
日贝维尔的OSM定位图

日贝维尔的时区为UTC+01:00、UTC+02:00（夏令时）。

## 行政
日贝维尔的邮政编码为14730，INSEE市镇编码为14301。

## 政治
日贝维尔所属的省级选区为伊夫县。

## 人口

1962-2008年间日贝维尔人口变化图示

日贝维尔于2022年1月1日时的人口数量为4956人。